# Comeback Season
Comeback Season ist das zweite offizielle Mixtape des kanadischen Rappers Drake.

## Singles
Die erste und einzige Single in dem Mixtape ist Replacement Girl mit Trey Songz. Sie wurde produziert von Terral "T.Slack" Of BPE, Boi-1da und T-Minus. 2006 wurde es in Kanada veröffentlicht, und 2007 in den USA. Das Musikvideo zu dem Lied erschah am 26. April 2007 als „New Joint of the Day“ auf dem US-amerikanischen Fernsehsender BET.

## Titelliste
| #  | Titel                   | Feature(s)                         | Länge |
| -- | ----------------------- | ---------------------------------- | ----- |
| 1  | Intro                   |                                    | 0:30  |
| 2  | The Presentation        |                                    | 3:33  |
| 3  | Comeback Season         |                                    | 2:46  |
| 4  | Closer                  | Andreena Mill                      | 5:11  |
| 5  | Replacement Girl        | Trey Songz                         | 3:42  |
| 6  | City Is Mine            |                                    | 3:43  |
| 7  | Barry Bonds (Freestyle) |                                    | 3:22  |
| 8  | Going in for Life       |                                    | 2:29  |
| 9  | Where to Now            |                                    | 1:54  |
| 10 | Share                   |                                    | 1:46  |
| 11 | Give Ya                 | Trey Songz                         | 3:24  |
| 12 | Don’t U Have a Man      | Dwele & Little Brother             | 3:56  |
| 13 | Bitch Is Crazy          |                                    | 2:45  |
| 14 | The Last Hope           | Kardinal Offishall & Andreena Mill | 3:10  |
| 15 | Must Hate Money         | Rich Boy                           | 4:04  |
| 16 | Asthma Team             |                                    | 1:59  |
| 17 | Do What U Do (Remix)    | the Clipse                         | 2:56  |
| 18 | Easy to Please          | Richie Sosa                        | 2:09  |
| 19 | Faded                   |                                    | 1:25  |
| 20 | Underdog                | Trey Songz                         | 3:00  |
| 21 | Think Good Thoughts.    |                                    | 4:27  |
| 22 | Teach U a Lesson        |                                    | 5:09  |
| 23 | Missin’ You (Remix)     |                                    | 5:15  |
| 24 | Man of the Year         | Lil Wayne                          | 5:02  |